# Nicómaco (hijo de Aristóteles)
Nicómaco fue hijo del filósofo griego Aristóteles. Cuando éste murió, Nicómaco era muy joven pero no un bebé. No se sabe si fue un hijo adoptado o legítimo de su concubina Herpilis.
Según el Suda, Nicómaco procedía de Estagira y fue un filósofo, pupilo de Teofrasto, y, según Aristipo, también su amante. Pudo haber escrito un comentario sobre los escritos de física o ética de su padre. En el testamento de su padre, el cuidado de Nicómaco y el de su hermana Pitias fueron encomendados primero a varios tutores y luego a su sobrino Nicanor, hijo de su hermana Arimnesta.
Algunos historiadores creen que la Ética nicomáquea pudo recibir su título por haber sido dedicada al hijo de Aristóteles. También es posible que algunos eruditos compilasen estos trabajos éticos de Aristóteles con comentarios que Nicómaco escribió sobre estos.
Fuentes antiguas indican que Nicómaco murió en batalla siendo todavía un joven. Teofrasto estipuló en su testamento la creación de una estatua de Nicómaco en su honor en el Liceo.